# Baritone (horn)
 For alternative betydninger, se baryton (flertydig). (Se også artikler, som begynder med baryton)
En baritone er et blæseinstrument hørende til messingblæserne.
Baritonen er i lighed med det større euphonium og det mindre althorn udviklet af Adolphe Sax, og de tre instrumenter hører til den såkaldte saxhornfamilie. Baritonen minder mest om euphoniet, men har en smallere og mere cylindrisk udboring end dette. Den har almindeligvis tre (mere sjældent fire) ventiler. Lyden dannes, når musikeren blæser luft ind med lukkede læber via mundstykket, hvorved luftvibrationerne forplanter sig som lyd i instrumentets indre.
Det har en blød og dyb klang og bruges i fx brass bands og harmoniorkestre. Baritonen er stemt i b og har en klingende ambitus, der rækker fra E til b. Dens stemme kan enten noteres i f- eller g-nøgle.
Blandt de musikere, der er kendt for at have spillet baritone, er Simone Mantia, Leonard Falcone, Helen Harrelson, og Katrina Marzella.